# Poniatówek (województwo wielkopolskie)
Poniatówek – wieś w Polsce położona w województwie wielkopolskim, w powiecie słupeckim, w gminie Słupca.
W latach 1975–1998 miejscowość położona była w województwie konińskim.
Do 27 stycznia 1927 miejscowość nosiła nazwę Kowalewo Sołectwo-Parcele.
Zobacz też: Poniatówek, Poniatowo